# Hibiscus gwandensis
Hibiscus gwandensis är en malvaväxtart som beskrevs av Arthur Wallis Exell. Hibiscus gwandensis ingår i Hibiskussläktet som ingår i familjen malvaväxter. Inga underarter finns listade i Catalogue of Life.